# Raiffeisenbank Rehling
Die Raiffeisenbank Rehling eG ist eine deutsche Genossenschaftsbank mit Sitz in der bayerischen Gemeinde Rehling im Landkreis Aichach-Friedberg.

## Geschichte
Am 23. März 1906 begann der Darlehenskassenverein Rehling e.G.m.u.H. seine Tätigkeit. Im Jahr 1948 wurde dieser in die Raiffeisenkasse Rehling e.G.m.u.H. umbenannt und zählte 150 Mitglieder. In der Generalversammlung von 1972 wurde die Namensänderung von Raiffeisenkasse in Raiffeisenbank Rehling eGmbH vorgenommen. Im Jahr 2003 wurde die Fusion der Raiffeisenbank Rehling eG mit der Raiffeisenbank Hollenbach bei Aichach eG. mit dem Sitz in Hollenbach beschlossen und vollzogen.

## Rechtsverhältnisse
Die Raiffeisenbank Rehling eG ist im Genossenschaftsregister beim Amtsgericht Augsburg unter GnR 215 eingetragen.

## Organisationsstruktur
Rechtsgrundlagen sind das Genossenschaftsgesetz und die durch die Generalversammlung beschlossene Satzung. Organe der Bank sind der Vorstand (derzeit Georg Gschoßmann und Christian Baumeister), der Aufsichtsrat und die Generalversammlung. Gesamtprokura gemeinsam mit einem Vorstandsmitglied wurde Christian Fieber, Sylvia Geisenberger, Walter Zub und Markus Zwiener erteilt.

## Sicherungseinrichtung
Die Raiffeisenbank Rehling eG ist der amtlich anerkannten Sicherungseinrichtung des Bundesverbandes der Deutschen Volksbanken und Raiffeisenbanken GmbH und der zusätzlichen freiwilligen Sicherungseinrichtung des Bundesverbandes der Deutschen Volksbanken und Raiffeisenbanken e.V. angeschlossen.

## Geschäftsausrichtung
Die Raiffeisenbank Rehling eG betreibt das Universalbankgeschäft. Im Verbundgeschäft arbeitet sie mit der DZ Bank, R+V Versicherung, Allianz Versicherung, Bausparkasse Schwäbisch Hall, Teambank, VR Leasing, DZ Hyp, MünchenerHyp und der Union Investment zusammen.

## Geschäftsgebiet
Das Geschäftsgebiet liegt im Westen des Landkreises Aichach-Friedberg.
An diesen Orten betreibt die Bank Filialen:
- Rehling (Hauptstelle, jur. Sitz)
- Hollenbach (Geschäftsstelle)

Mit Beschluss in der Generalversammlung vom 11. Mai 2015 wurde das Warengeschäft ausgegliedert auf die Raiffeisen-Agrar-Zentrum Lech-Paar GmbH & Co. KG, welche zwei Standorte in Rehling-Oberach und Hollenbach unterhält. 